# Antics
Antics – drugi album nowojorskiego zespołu Interpol wydany 28 września 2004 roku. Album zaczął być nagrywany pod koniec marca 2004 w Tarquin Studios w Bridgeport a zmiksowany został pod koniec maja w tym samym miejscu. Na Antics znajduje się 10 piosenek. Płyta osiągnęła w Wielkiej Brytanii status złotej płyty.

## Lista utworów
1. "Next Exit" – 3:20
2. "Evil" – 3:35
3. "NARC" – 4:07
4. "Take You on a Cruise" – 4:54
5. "Slow Hands" – 3:04
6. "Not Even Jail" – 5:46
7. "Public Pervert" – 4:40
8. "C'mere" – 3:11
9. "Length of Love" – 4:06
10. "A Time to Be So Small" – 4:50

### Utwory bonusowe (Japonia)
- "Slow Hands (Dan the Automator remix)"
- "Slow Hands (Britt Daniel remix)"

## Single
- "Slow Hands", wydany w sierpniu 2004
- "Evil", wydany w styczniu 2005
- "C'mere", wydany w kwietniu 2005
- "Slow Hands", wydany w 2005 (reedycja)
- "NARC", singel radiowy w 2005 (nie wydany)

## Teledyski
- "Slow Hands" (reż. Daniel Levi)
- "Evil" (reż. Charlie White)
- "C'mere" (reż. Associates in Science)